# AQUOS CRYSTAL 2
AQUOS CRYSTAL 2（アクオス クリスタル ワイツー）は、シャープによって開発された、ソフトバンクの第3.9世代移動通信システム、Hybrid 4G LTE（SoftBank 4G／SoftBank 4G LTE）端末である。
SoftBank スマートフォンシリーズのひとつ。OSはAndroid 5.0を搭載している。
モデル番号は403SH。